# 人民進歩党 (セントルシア)
人民進歩党（じんみんしんぽとう、英語: People's Progressive Party）は、セントルシアの政党。1951年から1964年までセントルシア唯一の野党であった。

## 党史
人民進歩党は1950年に成立した。1951年セントルシア総選挙、1954年セントルシア総選挙、1957年セントルシア総選挙、1961年セントルシア総選挙でセントルシア労働党に連敗、3議席以上獲得したこともなかった。1964年セントルシア総選挙の直前、労働党の分派である国民労働運動（National Labour Movement）と合同して連合労働者党を設立、選挙に勝利した。
その後、1992年セントルシア総選挙で復活したが、97票しか獲得できず、以降選挙に参加しなかった。